# Can Carbasseres
Can Carbasseres és una casa entre mitgeres eclèctica d'Olot (Garrotxa) inclosa a l'Inventari del Patrimoni Arquitectònic de Catalunya.

## Descripció
Disposa d'amplis baixos comercials, renovats recentment, i tres pisos superiors amb balcons. Cal destacar els estucats de la façana i els esgrafiats amb motius florals que ornamenten les obertures. La cornisa va ser decorada amb dents de serra i amb l'esgrafiat d'una garlanda amb motius florals i vegetals molt estilitzats. L'estat de conservació és molt bo.

## Història
Durant el segle xvi la ciutat d'Olot viu uns moments de gran prosperitats, especialment durant la segona meitat del segle. Això atrau molts immigrants de remença, el que genera un notable creixement urbà. S'edifiquen el Carrer Major, el de Sant Rafael, els contorns del Firal i la Plaça Major. Durant la segona meitat del segle xix es tornen a fer grans construccions al carrer de Sant Rafael; s'enderroca el portal situat al final del carrer, es basteixen cases importants com Can Batlló i moltes d'altres són profundament renovades.